# 君色々移り
「君色々移り」（きみいろいろうつり）は、2018年6月13日に発売された風男塾の20thシングル。

## 概要
男装アイドルユニット「風男塾」の20thシングル。
歌い手のまふまふが楽曲を提供。
風男塾×まふまふ が贈る甘酸っぱい夏の恋を歌った青春ソング。
振り付けは、アルスマグナの九瓏ケントが担当。
メンバーは、瀬斗光黄、愛刃健水、仮屋世来音、藤守怜生、紅竜真咲、草歌部宙。
仮屋世来音にとってラストシングル。

## 収録曲
テイチクレコード公式サイト内の紹介ページによる。

### 初回限定盤A
［CD］
1. 君色々移り
  - 作詞・作曲：まふまふ / 編曲：三矢禅晃
2. Welcome to my familia
  - 作詞:emon（Tes.）・おもち花 / 作曲・編曲:emon（Tes.）

［DVD］
「君色々移り」Music Video

### 初回限定盤B
［CD］
1. 君色々移り
2. Welcome to my familia

［DVD］
「君色々移り」MVメイキング映像

### 通常盤
［CD］
1. 君色々移り
2. Welcome to my familia
3. Milky Way〜いま、あいにゆくよ〜
  - 作詞:烏屋茶房 / 作曲・編曲:baker
4. 君色々移り（Instrumental）
5. Welcome to my familia（Instrumental）
6. Milky Way〜いま、あいにゆくよ〜（Instrumental）